# Bill Crider
Bill Crider (Mexia, 28 luglio 1941 – Alvin, 12 febbraio 2018) è stato uno scrittore statunitense, autore di numerosi romanzi polizieschi.
Bill Crider ha studiato a Denton presso la University of North Texas, dove ha conseguito il M.A., quindi alla Università del Texas a Austin ha conseguito un PhD presentando una tesi sul romanzo poliziesco cosiddetto hardboiled.
Crider ha insegnato inglese presso la Howard Payne University, poi ha diretto la Division of English and Fine Arts presso l'Alvin Community College fino al 2002, anno in cui è andato in pensione.
La carriera di scrittore di Crider è iniziata nel 1986, anno di pubblicazione del suo primo romanzo poliziesco Troppo tardi per morire (Too Late to Die), che ha vinto l'Anthony Award per la migliore opera prima del 1987.
Bill Crider ha scritto numerosi romanzi: una serie di polizieschi dedicata allo sceriffo texano Dan Rhodes, romanzi horror, romanzi western e letteratura per ragazzi. Mike Gonzo and the UFO Terror ha vinto il premio Golden Duck per il migliore romanzo per ragazzi di fantascienza.

## Opere

### Romanzi polizieschi

#### Serie con lo sceriffo Dan Rhodes
- Troppo tardi per morire (Too Late to Die, 1986), vincitore dell'Anthony Award per la migliore opera prima del 1987[2]
  - Il Giallo Mondadori n. 1971, 1986
- Sabato notte si spara (Shotgun Saturday Night), 1987
  - Il Giallo Mondadori n. 2069, 1988
- Cursed to Death, 1988
- Death on the Move, 1989
- Evil at the Root, 1990
- Booked for a Hanging, 1992
- Murder Most Fowl, 1994
- Winning Can Be Murder, 1996
- Death by Accident, 1998
- A Ghost of a Chance, 2000
- A Romantic Way to Die, 2001
- Red, White, and Blue Murder, 2003
- The Empty Manger, 2001,  novella inclusa nella raccolta Murder, Mayhem, and Mistletoe
- A Mammoth Murder, 2006
- Murder Among the O.W.L.S., 2007
- Of All Sad Words, 2008
- Murder in Four Parts, 2009
- Murder in the Air, 2010
- The Wild Hog Murders, 2011
- Murder of a Beauty Shop Queen, 2012
- Compound Murder, 2013
- Half in Love with Artful Death, 2014
- Between the Living and the Dead, 2015
- Survivors Will Be Shot Again, 2016

#### Serie con Carl Burns
- One Dead Dean, 1988
- Dying Voices, 1989
- ...A Dangerous Thing, 1994
- Dead Soldiers, 2004

#### Serie con Truman Smith
- Dead on the Island, 1991
- Gator Kill, 1992
- When Old Men Die, 1994
- The Prairie Chicken Kill, 1996
- Murder Takes a Break, 1996

#### Serie con Stanley Waters
scritta con Willard Scott
- Murder under Blue Skies, 1998
- Murder in the Mist, 1999

#### Serie con Sally Good
- Murder Is An Art, 1999
- A Knife in the Back, 2002
- A Bond with Death, 2004

#### Altri polizieschi
- Blood Marks, 1991
- The Texas Capitol Murders (1992)
- Houston Homicide, 2007[3]

### Spionaggio
- The Coyote Connection, 1981[4]

### Romanzi Western
- Ryan Rides Back, 1988
- Galveston Gunman, 1989
- A Time for Hanging, 1989
- Medicine Show, 1990
- Outrage at Blanco, 1999
- Texas Vigilante, 1999

### Romanzi Horror
pubblicati con lo pseudonimo "Jack MacLane"
- Keepers of the Beast, 1988
- Goodnight, Moom, 1989
- Blood Dreams, 1989
- Rest in Peace, 1990
- Just before Dark, 1990

### Serie Stone: M.I.A. Hunter
Romanzi pubblicati a firma "Jack Buchanan".
La serie è stata scritta in collaborazione da Bill Crider, Stephen Mertz, Michael Newton e Joe R. Lansdale.
- Miami War Zone (Stone: MIA Hunter #10), 1988
- Desert Death Raid (Stone: MIA Hunter #12), 1989
- Back to 'Nam (Stone: MIA Hunter #14), 1990

### Libri per ragazzi
- A Vampire Named Fred, 1990
- Muttketeer: A Wishbone Book, 1997
- Mike Gonzo and the Sewer Monster, 1996
- Mike Gonzo and the Almost Invisible Man, 1996
- Mike Gonzo and the UFO Terror, 1997

### Antologia di racconti
- The Nighttime is the Right Time, 2000